# Ethos de la science
Pour les articles homonymes, voir Ethos (homonymie).
 (décembre 2018).
L'éthos de la science est l'ensemble des caractères et des normes morales encadrant l'activité des membres de la communauté scientifique d'après le sociologue américain Robert King Merton.

## L'éthos mertonien

### Signification
L'ethos est un terme philosophique qui réfère au caractère des croyances d'une communauté ou d'une idéologie. Dans le contexte mertonien, l'ethos se base sur les normes morales que doivent avoir les scientifiques[réf. souhaitée]. La structure de ces morales possède une méthodologie rationnelle bien qu'on[Qui ?] puisse la critiquer comme beaucoup trop « codée » et restreinte[évasif].

### Contexte de l'introduction de la notion
Robert King Merton est une figure majeure de la sociologie américaine des années 1930 aux années 1970 et il a contribué à de nombreux domaines dans la sociologie. Il est considéré par de nombreuses personnes[Qui ?] comme le fondateur de la sociologie des sciences. En effet cet intérêt pour cette discipline lui est venu durant ses années universitaire au moment du totalitarisme. Il s'est beaucoup questionné sur le lien entre société et sciences, c'est à partir de ce questionnement qu'il a entrepris ses premières recherches[réf. nécessaire]. Il s'est questionné par exemple sur le rôle des institutions militaires dans le développement des recherches scientifiques durant les périodes de révolution scientifique[réf. nécessaire].

### Étudier la science comme institution
Si la sociologie des sciences peut se prévaloir de nombreux précurseurs, Robert K. Merton fonde le premier grand courant de la discipline, dit « courant institutionnaliste », en ce qu'il considère la science en tant qu'institution, c'est-à-dire en tant que « structure sociale normée ». Dans un article de 1942 devenu un classique de la sociologie des sciences, d'abord intitulé « Science and Technology in a Democratic Order » puis connu sous le nom de « The Normative Structure of Science », Merton distingue trois sens du mot science, qui peut référer à :
- un ensemble de méthodes au moyen desquelles la connaissance est produite et certifiée
- le stock de connaissances produit et certifié en appliquant ces méthodes
- un ensemble de valeurs culturelles et mœurs gouvernant l'activité scientifique

L'étude sociologique de Merton ne se concentre que sur ce dernier aspect de la science, qu'il nomme l'éthos de la science. Il le définit ainsi : « L'ethos de la science est l'ensemble des valeurs et de normes empreintes d'affectivité qui est réputé contraindre l'homme de science. »

### Les 4 normes constituant l'ethos de la science
Merton identifie un ensemble de quatre normes qui constituent l'éthos de la science :
1. L'universalisme, qui est une injonction méthodologique visant les considérations qui peuvent être retenues lors de la formulation d'un jugement. L'acceptation ou le rejet d'une proposition scientifique ne doit pas dépendre des attributs sociaux ou personnels de l'énonciateur. Le respect de cette norme, comme pour les suivantes, n'est pas tributaire d'une quelconque bonne volonté des scientifiques. Elle est inscrite au cœur du système de contrôle de la production de connaissance. Ainsi, dans un comité de lecture, les noms des personnes choisies pour évaluer un texte soumis à publication sont tenus secrets.
2. Le communisme, encore appelé « communalisme » pour éviter les confusions, dérive de la reconnaissance par Merton du caractère de « bien public » des connaissances scientifiques. L'examen des propositions émises par les scientifiques étant un processus collectif, il ne doit pas être fait obstacle à leur libre circulation au sein de la communauté. En conséquence, l'appropriation privée doit être réduite au minimum.
3. Le désintéressement, comme le souligne Merton, n'est certainement pas la traduction de qualités morales propres aux chercheurs (altruisme, honnêteté, etc.), mais la marque d'un système de contrôle récompensant les résultats scientifiquement valides. Le scientifique, même (et surtout ?) le plus mercantile, n'a aucun intérêt à faire circuler un résultat douteux. Ce qui selon Merton explique « la quasi-absence de fraudes dans les annales de la science »[1]. Cette troisième norme sera au cœur des plus vives critiques adressées à Merton.
4. Le scepticisme organisé : les résultats sont soumis à un examen critique avant d'être acceptés et peuvent toujours être remis en cause. Cette norme n'est pas une forme de défiance instinctive du chercheur vis-à-vis des dogmes ou des actes de foi, mais bien plutôt l'institutionnalisation de la remise en question systématique des résultats des chercheurs, au travers de dispositifs tels que les revues à comité de lecture, qui conditionnent la publication d'un article à sa relecture critique par les pairs de l'auteur. C'est aussi une règle méthodologique qui consiste à ne pas respecter les clivages entre le sacré et le profane, entre ce qui requiert un respect aveugle et ce qui peut être objectivement analysé.

Ces quatre normes, qui sont intériorisées par les scientifiques pendant leur apprentissage et entretenues par leur insertion institutionnelle dans le système, font de la science un système social distinct et relativement autonome, qu'elles stabilisent et régulent en la protégeant d'abus internes et en lui permettant de résister aux influences et intrusions des acteurs politiques et économiques. Elles rendent possible l'exercice d'un libre examen rationnel.

### L'éthos de la science, le puritanisme, et la démocratie
Cet ensemble de normes n'est pas livré par Merton sur la base de ses intuitions des réalités du monde scientifique. C'est le résultat de l'examen, d'un point de vue sociologique, de la révolution scientifique et technique que connut l'Angleterre à la fin du XVIIe siècle. Il affirme, étendant en cela la célèbre analyse de Max Weber sur l'affinité élective entre l'éthique protestante et l'esprit du capitalisme, certaines valeurs véhiculées par le puritanisme ont contribué à l'accélération du développement de la science dans ce pays.
De manière plus générale, d'après Merton, c'est dans une société démocratique que ces normes ont le plus de chance d'être respectées, favorisant le développement de la science.

## L'articulation entre ethos et récompense
Dans la logique Mertonienne, un système de récompense est élaboré par la science en tant qu'institution pour ceux qui respectent ses normes et participent aux objectifs de cette institution. La reconnaissance basée sur ce système de récompense est le moteur des changements scientifiques. Ainsi selon Merton ce système donne une grande importance à l'originalité et à la priorité ce qui aboutit à des problèmes récurrents de fraude, de plagiat et à des disputes de priorité. Cela mène aussi à un phénomène de découverte multiple par des chercheurs indépendants.
Un des sujets qu'aborde Merton est l''évaluation par les pairs. Merton la définit comme une pratique systématique et présente dans toutes les sphères de l'institution. Le juge est chargé d'évaluer les performances d'un individu dans un système social, cette pratique vise à déterminer l'acceptabilité d'une publication.
La récompense par le brevet pose des questions relatives à la propriété intellectuelle qui va dans une certaine mesure à l'encontre de deux normes de l'ethos : le communisme et le désintéressement.